# Дорма
Дорма (англ. Dorma) — героиня американских комиксов издательства Marvel Comics. Она появилась в комиксе Marvel Comics #1 (Август 1939), когда Marvel была известна как Timely Comics.
Дорма — жительница подводного королевства Атлантида, изображённая как кузина и доверенное лицо Нэмора на протяжении 1940-х годов. В конце 1960-х — начале 1970-х годов была возлюбленной Нэмора, впоследствии ставшей его женой незадолго до смерти.

## История публикаций
Дорма дебютировала в комиксе Marvel Comics #1, первом комиксе Timely Comics, предшественника Marvel.
Её первое появление в Серебряном веке комиксов состоялось в Fantastic Four Annual #1.
Леди Дорма была возлюбленной Нэмора, принца Атлантиды. В Sub-Mariner #36 (Апрель 1971) Нэмор женился на Дорме, после чего обнаружил, что его жена на самом деле была его замаскированным врагом Ллирой, которая убила настоящую Дорму, вытащив вододышащую невесту на поверхность, из-за чего та задохнулась. Сценарист Рой Томас заявил, что решил убить Леди Дорму поскольку «считал, что Подводник должен быть одиноким волком, и ему не нравилась мысль о том, что у него есть собственная Лоис Лейн».

## Биография
Дорма родилась в семье атлантских аристократов и была близкой подругой Нэмора в детстве. Она влюбилась в него, когда они повзрослели, однако Нэмор, в свою очередь, полюбил жительницу надземного мира по имени Бетти Дин, женщину-полицейского. Когда враг Нэмора Пол Дестин разрушил Атлантиду и превратил Нэмора в бродягу с амнезией, Дорма и другие атланты стали кочевниками. Дорма считала, что Дестин убила Намора, и тяжело переживала его потерю.
Много лет спустя Человек-факел из Фантастической четвёрки вернул Нэмору память и тот вернулся в Атлантиду. Обнаружив своё королевство в руинах, он напал на надземный мир, где влюбился в Сьюзан Шторм / Женщину-невидимку. Благодаря Фантастической четвёрке Нэмор нашёл выживших атлантов, и вместе с ними вернулся в Атлантиду. Дорма была помолвлена с военачальником Крэнгом, но ушла от него к Нэмору. Когда она узнала, что Нэмор влюбился в Сьюзан Шторм, она попыталась убить её и почти преуспела в своих начинаниях. Сью оказалась в заточении, со связанными руками за спиной. Леди Дорма разбила стеклянную стену Атлантиды, заявив: «Давайте посмотрим, сможет ли девушка с поверхности дышать под водой». Сью предпренила тщетную попытку выбраться на поверхность, однако едва могла плавать со связанными за спиной руками и беспомощно застряла в смертоносных водорослях на дне моря. Когда у неё закончился воздух, Нэмор нашёл её, спас и перенёс в больницу. Его действия оттолкнули Дорму и других атлантов, которые считали жителей надземного мира врагами и оставили Нэмора.
Позже Нэмор вернулся на трон Атлантиды. Крэнг стал врагом Намора и попытался убить его, чтобы сесть на трон самому, но Дорма помогла Нэмору победить Крэнга. Нэмор и Дорма начали встречаться, после чего она стала одним из его самых доверенных советников и союзников.
Дорма была помолвлена с Подводником, когда её похитила Ллира, которая украла её личность и обманом заставила Нэмора жениться на ней, но, согласно законам Атлантиды, женой Нэмора стала именно Дорма, а не Ллиры, несмотря на её отсутствие на свадебной церемонии. Разгневанная Ллира бежала на поверхность, преследуемая столь же разъярённым Нэмором. Затем Ллира разрушила заполненную водой тюрьму Дормы и оставила её на поверхности. Не в силах дышать без воды, Дорма задохнулась, но не раньше, чем сразила Ллиру и спасла жизнь своему мужу.

## Альтернативные версии

### Heroes Reborn
На альтернативной версии Земли, которая была местом действия сюжетной арки Heroes Reborn, существовала копия Дормы, которая была королевой Атлантов. В отличие от элегантной аристократки с оригинальной Земли, альтернативная версия Дормы представляла собой свирепую женщину-воина.

### Civil War: House of M
В реальности House of M Леди Дорма была представлена как королева Атлантиды.

## Вне комиксов

### Телевидение
- Леди Дорма появилась в мультсериале «Супергерои Marvel» (1966), в сегменте о Подводнике, где её озвучила Пег Диксон[13].
- Джанет Уолдо озвучила Леди Дорму в эпизоде «Опасность в глубинах» мультсериала «Фантастическая четвёрка» (1967)[13]. Здесь Леди Дорма является уроженкой подводного города Пасифика, поскольку на тот момент правами на Нэмора владела компания Grantray-Lawrence Animation. Она обращается к Фантастической четвёрке за помощью, когда Аттума атакует Пасифику.
- Леди Дорма появилась в эпизоде «Приход Подводника» мультсериала «Фантастическая четвёрка» (1994), где её озвучила Джейн Карр[13]. В то время как сама Дорма испытывает неразделённые чувства к Нэмору, её расположения добивается Крэнг. Она начинает ревновать Нэмора к Женщине-невидимке и подталкивает Крэнга атаковать обитателей поверхности. Раскаявшись в своих действиях, она заслоняет своим телом Нэмора, когда Крэнг метает в него угря, однако Дорма выживает благодаря техническому устройству Мистера Фантастика, после чего Нэмор наконец отвечает Дорме на её чувства и возвращается вместе с ней в Атлантиду.

## Критика
Screen Rant поместил Дорму на 10-е место среди «10 самых сильных водяных персонажей Marvel».